# グッドラック (テレビドラマ)
『グッドラック』は、日本テレビ系の「水曜ドラマ」枠で1996年（平成8年）7月3日から9月11日まで放送されたテレビドラマ。平均視聴率は16.9%。放送回数は全10話。放送時間は22時 - 22時54分。第1話は22時 - 23時24分の1時間24分拡大枠で放送された。
2021年現在、VHS化はされているが、未だDVD・ブルーレイ化はされていない。衛星波の再放送、動画配信サイトの配信も今のところいずれも予定はない。

## キャスト
- 飛鳥鈴子…松本明子
- 高原俊輔…豊原功補
- 高原祐二…原田龍二
- 佐藤年男…勝村政信
- 飛鳥友利…秋本祐希
- 松岡恵一…金田明夫
- 栗原妙子…網浜直子
- 長谷川義彦…伊藤俊人
- 鬼頭清十郎…徳井優
- 吉川美沙子…真梨邑ケイ
- 木村緑…宮地雅子
- 村瀬和則…山田明郷
- 滝沢昭夫…須永慶
- 黒部辰吉…西田健
- 黒部栞…吉村美紀
- 飛鳥光太郎…橋爪功
- 藤堂竜作…佐野史郎
- 今井雅之
- 北村総一朗
- 原田泰造

## スタッフ
- 脚本…寺田敏雄
- 音楽…BIG HORNS BEE
- 演出…雨宮望、倉田貴也、羽住英一郎、藤本一彦
- プロデュース…田中芳樹
- 制作協力…5年D組
- 製作著作…日本テレビ

## テーマソング
- 氷室京介 「SQUALL」（主題歌）
- 鈴里真帆 「もっと静かに」（挿入歌）

## サブタイトル
| 各話   | 放送日        | サブタイトル                         | 視聴率 |
| ------ | ------------- | ------------------------------------ | ------ |
| 第1話  | 1996年7月3日  | パチンコ娘がんばる奇跡のスリーセブン |        |
| 第2話  | 1996年7月10日 | パチンコ娘の悲鳴                     |        |
| 第3話  | 1996年7月17日 | 駅前パチンコ戦争                     |        |
| 第4話  | 1996年7月24日 | （秘）パチプロ撃退法                 |        |
| 第5話  | 1996年7月31日 | 開店記念日の秘密                     |        |
| 第6話  | 1996年8月7日  | 日本一の店内放送                     |        |
| 第7話  | 1996年8月14日 | 超一流店の条件                       |        |
| 第8話  | 1996年8月21日 | アンタが好き!                        |        |
| 第9話  | 1996年8月28日 | 裏切りの新装開店                     |        |
| 第10話 | 1996年9月4日  | 現金3億円の愛                        |        |
| 第11話 | 1996年9月11日 | パチンコ娘涙の一発大逆転             | 21.2%  |

## 特番
- 『合体版!!金田一少年のグッドラック』 （1996年8月）